# Mezinárodní organizace pro rozhlas a televizi
Mezinárodní organizace pro rozhlas a televizi (francouzsky L’Organisation internationale de radiodiffusion et de télévision, OIRT) bylo euroasijské sdružení rozhlasových a televizních stanic založené s cílem vytvoření vzájemné spolupráce v různých oblastech vysílání a zabezpečení výměny informací mezi členy. Vzniklo 28. června 1946 v belgickém Bruselu, později se jeho sídlo přemístilo do Prahy. I když původně byla organizace založena společně vysílateli z celé Evropy, od doby studené války sdružovala pouze země socialistického bloku.

## Historie
Tato mezinárodní organizace byla založena 28. června 1946 28 zeměmi pod názvem Mezinárodní organizace pro rozhlasové vysílání (francouzsky L’Organisation internationale de radiodiffusion et de télévision) se zkratkou OIR. Zakládajícími státy byla Albánie, Belgie, Běloruská SSR, Bulharsko, Československo, Egypt, Estonská SSR, Finsko, Francie, Itálie, Jugoslávie, Libanon, Litevská SSR, Lotyšská SSR, Lucembursko, Maďarsko, Maroko, Moldavská SSR, Monako, Německá demokratická republika, Nizozemsko, Polsko, Rakousko, Rumunsko, Ruská sovětská federativní socialistická republika, Sýrie, Tunisko a Ukrajinská SSR.
Sídlem organizace se stala budova Mezinárodní vysílací unie (IBU) v belgickém Bruselu. V jejím čele stáli dva předsedové – jeden byl z SSSR, druhý z Francie. Nastupující studená válka a stále napjatější vztahy mezi oběma politickými tábory způsobovaly komplikace v jejím fungování.
V roce 1950 z OIR vystoupily země západní Evropy a Středomoří a dne 12. února 1950 založily vlastní sdružení pod názvem Evropská vysílací unie (anglicky European Broadcasting Union, francouzsky L'Union Européenne de Radio-Télévision). Následně se technické středisko a sídlo OIR přestěhovalo do Prahy. Členy zůstaly Albánie, Běloruská SSR, Bulharsko, Československo, Estonská SSR, Finsko, Jugoslávie, Karelo-finská SSR, Litevská SSR, Lotyšská SSR, Maďarsko, Moldavská SSR, Německá demokratická republika, Polsko, Rakousko, Rumunsko, Ruská sovětská federativní socialistická republika, Sýrie a Ukrajinská SSR. Finsko jako neutrální země bylo členem obou sdružení.
Od roku 1960 se název organizace změnil na Mezinárodní organizace pro rozhlas a televizi (francouzsky L’Organisation internationale de radiodiffusion et de télévision, OIRT).
Po změně společenských a politických poměrů v 90. letech 20. století pominuly ideologické důvody pro existenci dvou samostatných organizací na území Evropy. Mezinárodní organizace pro rozhlas a televizi se sloučila s Evropskou vysílací unií a k 1. lednu 1993 oficiálně zanikla.

### Intervize
Od 30. ledna 1960 byla součástí OIRT televizní výměnná síť s názvem Intervize (rusky Интервидение, slovensky Intervízia, bulharsky Интервизия, polsky Interwizja, maďarsky Intervízió, finsky Intervision). Intervizi založily televizní společnosti z Československa (ČST), Maďarska, NDR (DFF) a Polska (TP). Krátce po vzniku (v roce 1961) se k ní připojily televize SSSR a Bulharska, v roce 1962 Rumunska a Mongolska.
Hlavní úlohou Intervize byla výměna televizních programů mezi jejími členy. V určitém omezeném rozsahu docházelo i k výměně programů s Evropskou vysílací unií.
Intervize organizovala v letech 1965–1968 a 1977–1980 prestižní mezinárodní písňovou soutěž s názvem Velká cena Intervize, která měla být protějškem soutěže organizované Evropskou vysílací unií s názvem Eurovision Song Contest. S intervizní soutěží byl na krátkou dobu sloučen Mezinárodní hudební festival v Sopotech v Polsku.

## Vysílací pásmo
S výjimkou NDR, Rakouska a Finska využívaly členské státy OIRT pro rozhlasové vysílání speciální frekvenční pásmo. Tzv. „OIRT pásmo“ (nebo i „FM-OIRT“) bylo v rozpětí 65,9 MHz–73,1 MHz, zatímco západoevropské pásmo „VHF II“ bylo v rozpětí 87,5–108,0 MHz.